# Faber and Faber
Faber and Faber, nom souvent abrégé en Faber, est une maison d'édition britannique indépendante, plus particulièrement connue pour publier un nombre important d'ouvrages de poésie et pour avoir compté parmi ses éditeurs plusieurs poètes célèbres dont T. S. Eliot.
Faber publie depuis sa création un large éventail d'ouvrages de fiction, d'essais, de pièces de théâtre, de livres sur le cinéma ou encore la musique ainsi que des œuvres pour la jeunesse.
En 1998, la maison londonienne a vendu sa filiale américaine, Faber and Faber Inc., au Holtzbrinck Group.
En 2006, la maison Faber est nommée « Éditeur de l'année » par KPMG.

## Origines
La maison d'édition Faber and Faber est fondée officiellement à l'automne 1929 à Londres, mais ses racines sont à rechercher dans une autre société, la Scientific Press de Maurice Gwyer, qui tirait le principal de ses revenus du magazine hebdomadaire The Nursing Mirror. Gwyer et son épouse Alsina, désirant étendre les activités de leur entreprise à l'édition commerciale, firent appel à Geoffrey Faber, un ancien collègue de All Souls College (université d'Oxford), et la maison Faber and Gwyer fut fondée en 1925. Quatre ans plus tard, le Nursing Mirror était vendu et Geoffrey Faber et les époux Gwyers, d'un commun accord, poursuivaient leur chemin chacun de leur côté. Geoffrey Faber, à la recherche d'un nom pouvant conférer à son entreprise un sceau de respectabilité, opta pour Faber and Faber, s'inventant de la sorte un partenaire qui n'eut jamais aucune réalité. En 1928, parut anonymement Memoirs of a Fox-Hunting Man, un roman qui, en quelques mois, fait l'objet de huit nouveaux tirages ; le nom de l'auteur, Siegfried Sassoon, apparut en page de titre dès la seconde impression alors que le livre devenait le premier succès commercial de Faber et un classique de la littérature anglo-saxonne.
Entre-temps, la société avait prospéré. T. S. Eliot, qui avait été suggéré à Faber par l'un de ses collègues de l'All Souls College, avait quitté la Lloyds Bank de Londres pour le rejoindre en tant que conseiller littéraire et au bout d'une saison l'entreprise publia ses Poems 1909 - 1925. En outre, les catalogues des premières années incluaient des livres d'Ezra Pound, de Jean Cocteau, Arthur Symons, Herbert Read, Max Eastman, Geoffrey Keynes, Forrest Reid (en) ou encore Vita Sackville-West.

## Rôle dans l'édition
La poésie allait toujours occuper une place essentielle parmi les publications de Faber et, sous l'égide de T. S. Eliot, W. H. Auden, Stephen Spender et Louis MacNeice rejoignirent bientôt Ezra Pound, Marianne Moore, Wyndham Lewis, John Gould Fletcher, Roy Campbell, James Joyce et Walter de la Mare.
Sous la direction de Geoffrey Faber, on comptait parmi les administrateurs, en 1929, T. S. Eliot, Richard de la Mare, Charles Stewart et Frank Morley. Cette équipe de collaborateurs jeunes et brillants composa un riche et large catalogue qui eut toujours une forte identité et dont une grande partie est encore éditée au XXIe siècle. Des biographies, mémoires, romans, de la poésie, des essais politiques et théologiques, des monographies d'art et d'architecture, des livres de jeunesse et une liste d'ouvrages sur l'écologie très en avance sur leur temps, donnèrent un caractère unique et aisément identifiable aux productions du 24 Russell Square, locaux historiques de l'entreprise, de style georgien, situés à Bloomsbury. Faber & Faber publia également la revue littéraire de T. S. Eliot, The Criterion.
Après la Seconde Guerre mondiale, une nouvelle génération rejoignit Faber, dont des écrivains comme William Golding, Lawrence Durrell, Robert Lowell, Ted Hughes, Sylvia Plath, W. S. Graham, Philip Larkin, P. D. James, Tom Stoppard ou John Osborne. Ces deux derniers, publiés pour la première fois dans les années 1960, représentaient l'implication croissante de l'éditeur dans le genre dramatique moderne, qui se reflétait dans son catalogue et est encore sensible aujourd'hui. Son slogan est The Writing of Modern Life since 1929.

## Faber auXXIesiècle
Faber and Faber a continué à prospérer et demeure la dernière grande maison d'édition indépendante à Londres. Au fil des catalogues, de grands noms ont été rejoints par de nouvelles voix, dont Kazuo Ishiguro, Peter Carey, Orhan Pamuk ou encore Barbara Kingsolver, et Faber continue à faire connaître de nouveaux talents en poésie, théâtre, cinéma et musique. Ayant déjà publié l'œuvre théâtrale de Samuel Beckett pendant de nombreuses années, l'éditeur a acquis les droits sur le reste de l'œuvre auprès de la maison d'édition John Calder en 2007.
La branche américaine de Faber, qui a été vendue en 1998 au groupe Farrar, Straus and Giroux (Holtzbrinck Group), reste active et s'est spécialisée en arts, divertissements, médias et culture populaire.

## Prix

### Lauréats Faber duprix Nobel de littérature
- 1948 : T. S. Eliot
- 1960 : Saint-John Perse
- 1969 : Samuel Beckett
- 1980 : Czesław Miłosz
- 1983 : William Golding
- 1992 : Derek Walcott
- 1995 : Seamus Heaney
- 1996 : Wisława Szymborska
- 1999 : Günter Grass
- 2005 : Harold Pinter
- 2006 : Orhan Pamuk
- 2010 : Mario Vargas Llosa
- 2017 : Kazuo Ishiguro

### Lauréats duprix Booker
- 1969 : Something to Answer For de P. H. Newby
- 1980 : Rites of Passage de William Golding
- 1989 : The Remains of the Day de Kazuo Ishiguro
- 2003 : Vernon God Little de DBC Pierre
- 2018 : Milkman d'Anna Burns

## Sources
- (en) Cet article est partiellement ou en totalité issu de l’article de Wikipédia en anglais intitulé « Faber and Faber » (voir la liste des auteurs).